# Porina nigrofusca
Porina nigrofusca är en lavart som beskrevs av Müll. Arg. Porina nigrofusca ingår i släktet Porina och familjen Porinaceae.   Inga underarter finns listade i Catalogue of Life.